# Robin Chichester-Clark
Sir Robert „Robin“ Chichester-Clark (* 10. Januar 1928 in Castledawson, County Londonderry; † 5. August 2016) war ein britischer Politiker der Ulster Unionist Party (UUP), der zwischen 1955 und 1974 den Wahlkreis Londonderry als Abgeordneter im House of Commons vertrat und von 1972 bis 1974 Staatsminister im Ministerium für Beschäftigung war.

## Leben

### Herkunft und Vorfahren
Chichester-Clark stammte aus einer insbesondere in Nordirland politisch aktiven Familie und wurde als Sohn von James Lenox-Conyngham Chichester-Clark geboren, der zwischen 1929 und 1933 Mitglied des Nordirischen Parlaments für den Wahlkreis Londonderry South war. Seine Mutter Caroline Dehra Chichester war die Tochter von Robert Chichester, der zwischen 1921 und 1922 ebenfalls Abgeordneter des House of Commons für den Wahlkreis Londonderry South sowie von Dehra Parker, die von 1921 bis 1929 sowie erneut zwischen 1933 und 1960 als Nachfolgerin ihres Sohnes Mitglied des Nordirischen Parlaments für den Wahlkreis Londonderry South sowie von 1949 bis 1957 Ministerin für Gesundheit und Kommunalverwaltung von Nordirland war. 
Sein älterer Bruder James Chichester-Clark war zwischen 1969 und 1971 Premierminister von Nordirland, während seine jüngere Schwester Penelope Hobhouse zahlreiche Bücher über Gartenkunst verfasste. 
Zu seinen Vorfahren gehören ferner sein Urgroßvater James Johnston Clark, der von 1857 bis 1859 ebenfalls den Wahlkreis Londonderry als Abgeordneter im Unterhaus vertrat. Einer seiner Ururgroßväter war Edward Chichester, der zwischen 1831 und 1871 Dekan von Raphoe der Church of Ireland war und der 1883 von seinem älteren Bruder den Titel als 4. Marquess of Donegall in der Peerage of Ireland erbte. Ein weiterer Ururgroßvater war Robert Peel Dawson, der zwischen 1859 und 1874 den Wahlkreis Londonderry als Abgeordneter im House of Commons vertrat sowie von 1870 bis 1877 Lord Lieutenant des County Londonderry war.

### Studium, Journalist und Unterhausabgeordneter
Chichester-Clark absolvierte nach dem Besuch des Britannia Royal Naval College in Dartmouth ein Studium am Magdalene College der University of Cambridge, das er 1950 mit einem Bachelor of Arts (B.A.) mit Auszeichnung abschloss. Im Anschluss war er zunächst als Journalist sowie danach von 1952 bis 1953 als Leiter der Öffentlichkeitsarbeit der Glyndebourne Festival Opera tätig, ehe er von 1953 bis 1955 Assistent des Verkaufsleiters der Oxford University Press (OUP) war.
Bei den Unterhauswahlen vom 26. Mai 1955 wurde er als Kandidat der Ulster Unionist Party erstmals zum Abgeordneten in das House of Commons gewählt und konnte sich dabei mit 35.673 Stimmen (64,5 Prozent) deutlich gegen seinen Gegenkandidaten von der Sinn Féin, Manus Canning, durchsetzen, auf den 19.640 Wählerstimmen (35,5 Prozent) entfielen. Er vertrat diesen Wahlkreis bis zu den Unterhauswahlen am 28. Februar 1974 und wurde jeweils mit absoluter Mehrheit bei den dazwischen liegenden Unterhauswahlen wiedergewählt, wobei er sein bestes Ergebnis bei den Wahlen vom 8. Oktober 1959 erzielte, bei der er 73 Prozent der Wählerstimmen erhielt.
Während dieser Zeit war er 1958 zunächst kurze Zeit Parlamentarischer Privatsekretär (Parliamentary Private Secretary) von Jocelyn Simon, der damals Finanzsekretär des Schatzamtes (Financial Secretary to the Treasury) war. Anschließend fungierte er von 1958 bis 1960 als Assistant Government Whip, ehe er von 1960 bis zur Niederlage der Conservative Party bei den Unterhauswahlen vom 15. Oktober 1964 Parlamentarischer Geschäftsführer (Whip) der konservativen Tories im Unterhaus war. Als solcher war er zugleich von 1960 bis 1961 erst Lordkommissar des Schatzamtes (Lord Commissioner of the Treasurer) sowie anschließend zwischen 1961 und 1964 Kontrolleur des Haushaltes (Comptroller of the Household).

### Oppositionssprecher und Staatsminister
Nachdem die Conservative Party die Wahlen vom 15. Oktober 1964 verloren hatte und nunmehr die Labour Party unter Premierminister Harold Wilson die Regierung stellte, wurde Chichester-Clark 1964 Chefsprecher der Opposition für Nordirland und bekleidete diese Funktion bis 1970. Zugleich war er von 1965 bis 1970 auch Chefsprecher der Opposition für die Bereiche öffentliche Bauten und Arbeiten sowie Künste.
Als die Conservative Party nach dem Sieg bei den Unterhauswahlen vom 18. Juni 1970 wieder eine Regierung unter Premierminister Edward Heath bilden konnte, wurde Chichester-Clark 1972 Staatsminister im Beschäftigungsministerium (Ministry of Employment) und war als solcher bis zur Niederlage der konservativen Tories bei den Unterhauswahlen vom 28. Februar 1974 einer der engsten Mitarbeiter von Maurice Macmillan sowie anschließend von William Whitelaw, dem damaligen Minister für Beschäftigung (Secretary of State for Employment) im Kabinett Heath. Für seine langjährigen politischen Verdienste wurde er 1974 zum Knight Bachelor geschlagen und führte fortan den Namenszusatz „Sir“.
Nach seinem Ausscheiden aus Unterhaus und Regierung wechselte Chichester-Clark 1974 in die Privatwirtschaft und wurde Direktor von Brendtson International.

### Familie und Nachkommen
Chichester-Clark heiratete am 6. November 1953 in erster Ehe Jane Helen Goddard, eine Tochter von Air Marshal Victor Goddard, der unter anderem zwischen 1941 und 1943 Chef des Stabes der Royal New Zealand Air Force (RNZAF) war. Aus dieser 1972 geschiedenen Ehe gingen zwei Töchter und ein Sohn hervor.
Nach seiner Scheidung heiratete er 1974 in zweiter Ehe Caroline Bull, Tochter von Oberst Anthony Bull, einem ehemaligen Präsidenten des Instituts für Verkehr. Aus dieser Ehe gingen zwei weitere Söhne hervor.
Er ließ sich später in Ross House in der Kleinstadt Kells nahe Ballymena im nordirischen County Antrim nieder.